# Acleris variegana
Acleris variegana (Denis & Schiffermüller, 1775) è una specie di falena della famiglia Tortricidae.
Di distribuzione paleartica e con aspetto caratterizzato, come tutti i membri della famiglia, da ali anteriori dalla forma a trapezio e da quello posteriori, più ampie, che presentano una corta frangia, questa specie vola da luglio a settembre, principalmente di notte, ed è attratta dalle luci forti. Le larve si nutrono di vari alberi e arbusti, tra i quali la rosa e il melo (Malus domestica).

## Descrizione

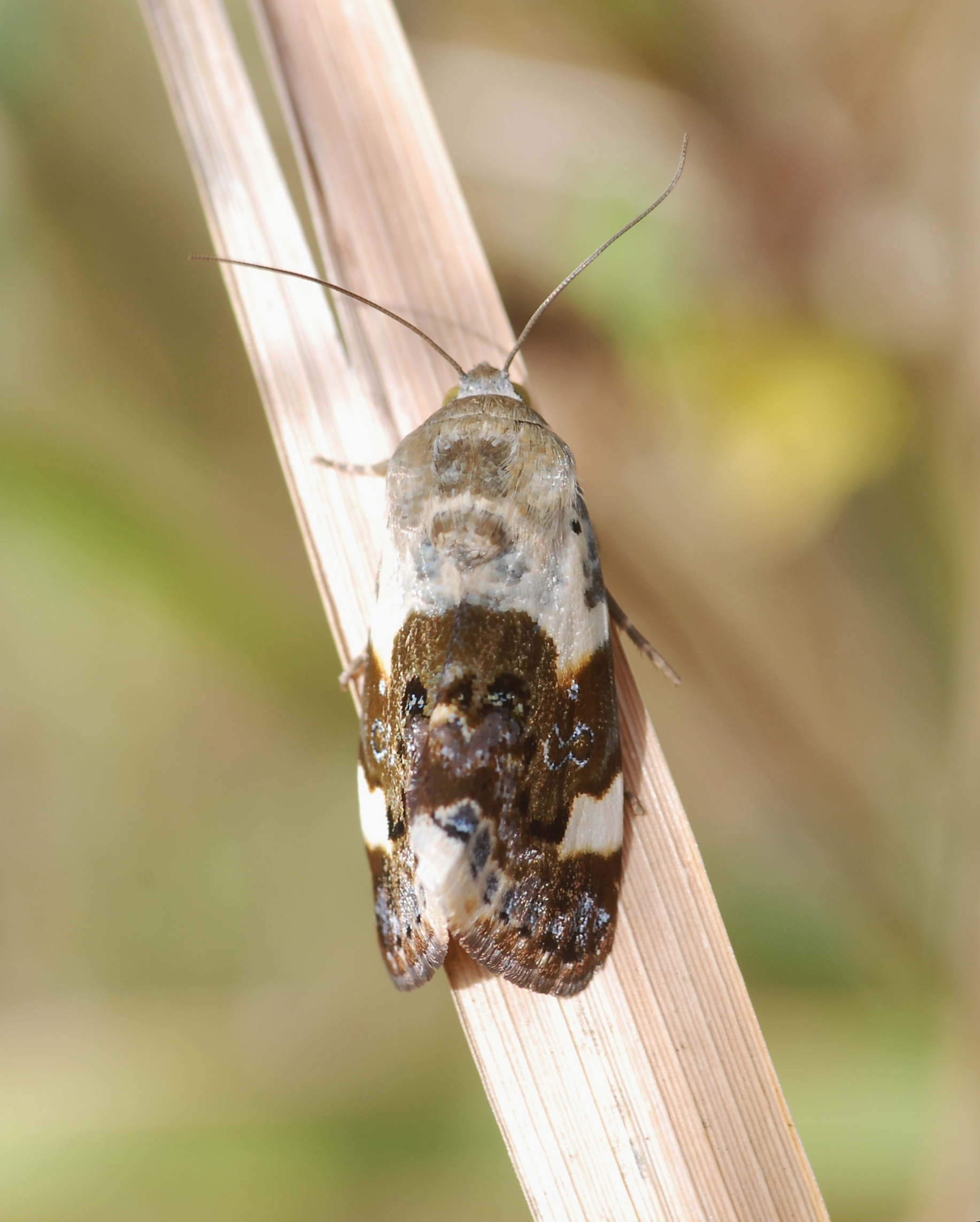
Esemplare su stelo.

L'ala anteriore è a lati paralleli con un margine esterno obliquo. La metà basale è bianca o bianco-giallastra e presenta una macchia triangolare grigio-marrone vicino alla radice dell'ala. La parte distale dell'ala è bruno-rossastra o viola, orlata da una stretta striscia giallo-grigiastra. L'ala posteriore è grigio-brunastra. L'apertura alare è di 14-20 millimetri. Julius von Kennel fornisce una descrizione completa.

## Biologia
Le uova sono ovali, giallo chiaro per la generazione estiva e bianco-latte o arancione per le uova che svernano. La larva è giallastra con una testa marrone lucido. La pupa è lunga 8–9 mm. I bruchi che si schiudono in primavera mangiano i germogli di frutta. In seguito legano le foglie in fasci con l'aiuto di fettucce che filano. Possono scheletrizzare le giovani foglie e anche danneggiare le gemme, i fiori, gli ovuli e i frutti acerbi. In primavera, le uova vengono deposte in grandi lotti. Le falene delle generazioni estive depongono le uova una ad una o in piccoli gruppi di tre o sei uova su foglie, piccioli e germogli. Le uova che svernano si trovano vicino alle gemme dei frutti.

## Distribuzione
Si tratta di una specie comune in tutta Europa e si può trovare anche in Asia settentrionale e centrale, Cina, Giappone e America del Nord

## Importanza economica
La specie è un parassita significativo delle piante della famiglia delle Rosaceae tra cui rosa, melo (Malus domestica), pero (Pyrus), pruno europeo (Prunus domestica), prugnolo (Prunus spinosa) e albicocco (Prunus armeniaca) dove sono soprattutto le larve di prima generazione a fare i maggiori danni. I bruchi causano danni anche a i frutti di cotogno Cydonia oblonga, ciliegio (Prunus avium), biancospino (Crataegus monogyna), mandorle (Prunus dulcis), cotoneaster e pado (Prunus padus). Altre specie di cui si nutrono occasionalmente includono nocciolo (Corylus avellana), quercia (Quercus), olmo (Ulmus), salice (Salix) e arbusti del genere Vaccinium. Possono essere controllati con metodi chimici o biologic.